# Legok (Legok)
Legok is een bestuurslaag in het regentschap Tangerang van de provincie Banten, Indonesië. Legok telt 11.715 inwoners (volkstelling 2010).